# انحناء تآلفي
الانحناء التآلفي هو نوع خاص من الانحناء المعرف على منحني في مستوي الذي يبقى بدون أي تغيير تحت التحويل التآلفي. فتحافظ النقاط ذات انحناء صفر على هذه الخاصة بعد التحويل التآلفي.
إذا كان لدينا منحني مستوي تآلفي
{\displaystyle \beta (t)}. نختار إحداثيات للمستوي التآلفي بحيث أن مساحة متوازي الأضلاع المحدد بالمتجهتين {\displaystyle a=(a_{1},\;a_{2})} و{\displaystyle b=(b_{1},\;b_{2})} تعطى بالعلاقة:
{\displaystyle \left\vert a\;b\right\vert =a_{1}b_{2}-a_{2}b_{1}.}
وعندها يعطى الانحناء التآلفي بالعلاقة:
{\displaystyle k_{a}(t)=\left\vert \beta ''(t)\;\beta '''(t)\right\vert .}
حيث β' ترمز إلى مشتق β بالنسبة إلى t.